# Carolus Borromeüskerk (Soesterberg)
De Carolus Borromeüskerk is een kerkgebouw met de status van gemeentelijk monument aan de Rademakerstraat 75 in Soesterberg in de gemeente Soest in de provincie Utrecht. Het gebouw en de geloofsgemeenschap maken sinds 2011 deel uit van de rooms-katholieke parochie HH. Martha en Maria.
Het eerste kerkgebouw werd in 1837 gesticht door pastoor Louis Rademakers van de gelijknamige parochie. Deze werd in 1953 gesloopt. Het eigen kerkhof heette het Onze Lieve Vrouwekerkhof. 
Het huidige kerkgebouw werd ontworpen door de architect H.C.M. Beers uit Huis ter Heide en werd in 1954 gebouwd.
De in 1953 gesloopte oude kerk stond evenwijdig aan de Rademakerstraat, de huidige kerk staat haaks op de weg.